# 小行星2572
小行星2572（2572 Annschnell）是一颗绕太阳运转的小行星，为主小行星带小行星。该小行星于1950年2月17日发现。
該小行星以奧地利天文學家安娜莉絲·施奈爾（Anneliese Schnell）命名。

## 轨道参数
小行星2572的轨道半长轴为2.3915456 UA，离心率为0.145。